# 马特·里奇 (赛艇运动员)
马特·里奇（英語：Matt Rich，1975年4月30日—），美国前男子赛艇运动员。他曾代表美国参加2003年世界赛艇锦标赛，获得男子双人单桨有舵手金牌。